# فكرة داروين الخطيرة
فكرة داروين الخطيرة: التطور ومعانِ الحياة هو كتاب لدانيل دينيت نُشر في عام 1995، والذي يبحث فيه الكاتب في نتائج نظرية داروين. الالتباس في النقاش هو ما إذا كانت نظريات داروين معكوسة، حيث لا عودة من الفكرة الخطيرة بأن التصميم (الغاية أو سبب وجود الشيء) قد لا يحتاج مصمما. يصنع دينيت هذه الحالة بناء على أن الانتقاء الطبيعي هو عملية عمياء، إلا أنها مع ذلك عملية قوية كفاية لشرح تطور الحياة. كان اكتشاف داروين أن أجيال الحياة تعمل بصورة حسابية، حيث تعمل العمليات خلفها بطريقة تؤدي دائما إلى النتيجة المرجوة.
يقول دينيت على سبيل المثال أنه بادعاء أن لا يمكن اختزال العقول إلى عمليات حسابية خالصة، إلا أن كثيرا من المعاصرين البارزين يدعون أن المعجزات تحدث. سببت هذه التوكيدات خلافا ضخما ومناقشات بين العامة. كان الكتاب ضمن المرشحين لجائزة الكتاب الوطني لعام 1995 عن فئة الأعمال غير الخيالية، وجائزة بوليتزر عن فئة الأعمال غير الخيالية لعام 1996.

## الخلفية
أشار كتاب دينيت السابق «شرح الإدراك» (1991) عدم الراحة مع الداروينية ليس فقط بين عامة الناس، ولكن أيضا بين الأكاديميين وقرر أنه حان وقت كتابة كتاب يتحدث عن الموضوع. ليس القصد من كتاب فكرة داروين الخطيرة أن يكون كتابا علميا، بل أن يكون كتابا عن تداخل التخصصات. يعترف دينيت أنه لا يفهم كل التفاصيل العلمية. يدخل دينيت في مستوى متوسط من التفاصيل، ويكن يترك الأمر للقارئ أن يتعمق أكثر إذا أراد حيث قدم مراجعا عند النهاية.
أثناء كتابة هذا الكتاب، أراد دينيت أن «يجعل المفكرين في التخصصات الأخرى أن يأخذوا نظرية التطور محمل الجد، وأن يُظهر لهم مقدار سوء تقديرهم لها، وأن يُظهر لهم أنهم يستمعون إلى الصافرات الخاطئة». لكي يفعل ذلك يحكي دينيت قصة أصلية ولكنها تحتوي على بعض المواد من كتابه السابق.
درّس دينيت ندوة جامعية في جامعة تافتس عن داروين والفلسفة، والتي شملت معظم الأفكار في الكتاب. استعان دينيت أيضا بمساعدة أعضاء من هيئة التدريس وأكاديميين آخرين. أهدى دينيت الكتاب إلى ويلارد فان أورمان كواين «المعلم والصديق».

## الملخص

### الجزء الأول: البداية في المنتصف

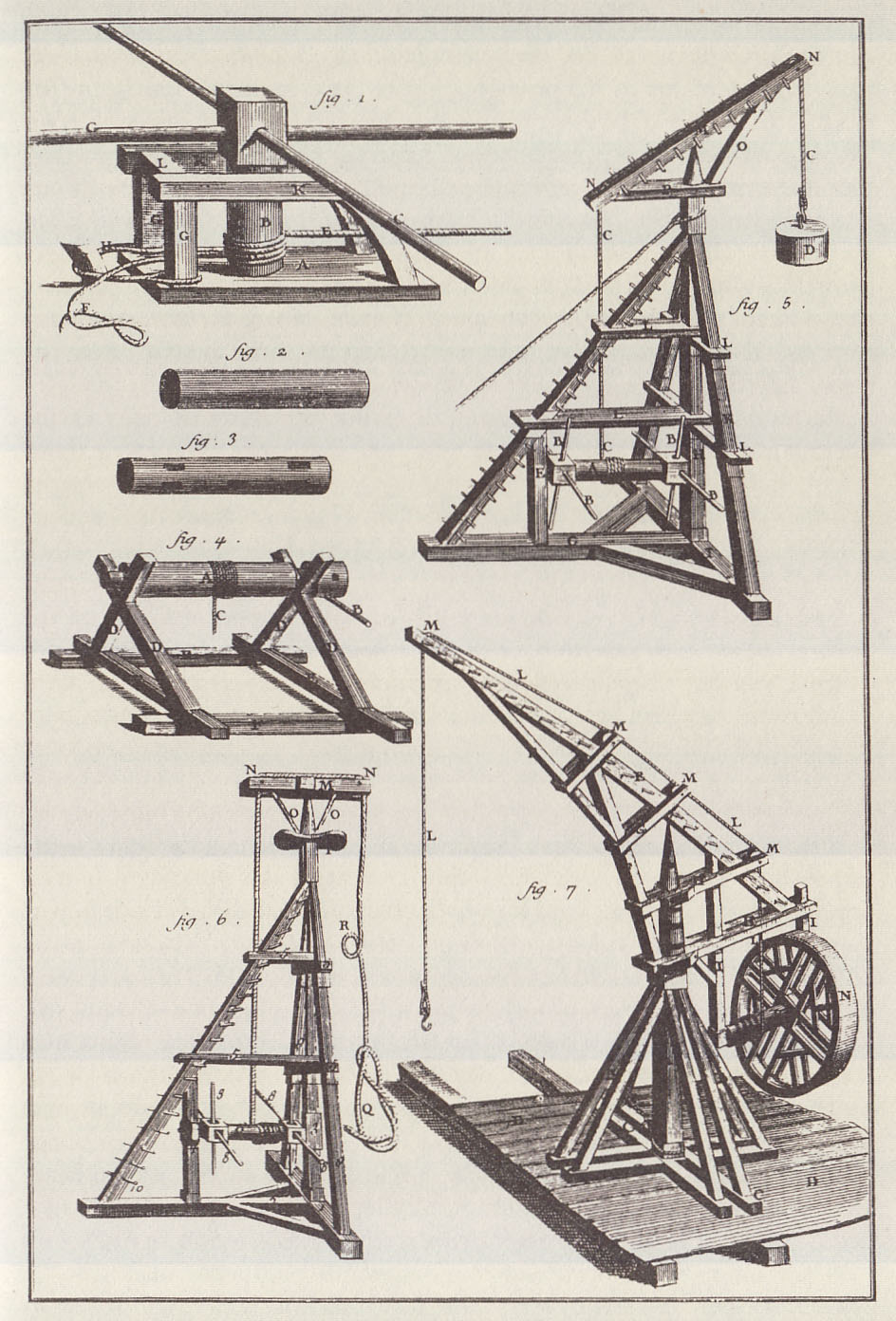
استخدم كتاب فكرة داروين الخطيرة الرافعات كثيرا كتشبيه.

يأخذ الجزء الأول من كتاب فكرة داروين الخطيرة «البداية في المنتصف» الاسم من اقتباس ل ويلارد فان أورمان كواين: «إذا أردنا تحليل هيكل النظرية، علينا جميعا أن نبدأ في المنتصف. بداياتنا العقلية متوسطة الحجم، والأشياء متوسطة المسافة، ومقدمتنا إليهم وإلى كل شيء تأتي في منتصف الطريق في التطور الثقافي للعرق».
يأتي اسم أول فصل «أخبرني لماذا» من أغنية:
أخبرني لماذا يُبرم اللبلاب

أخبرني لماذا السماء زرقاء للغاية

ثم سأخبرك لماذا أحبك

لأن الله خلق النجوم تلمع

لأن الله خلق اللبلاب يُبرم

لأن الله خلق السماء زرقاء للغاية

قبل تشارلز داروين –وحتى اليوم- يرى أغلبية الناس الله كالمسبب النهائي لكل التصاميم، أو الإجابة النهائية لأسئلة «لماذا؟». رأى جون لوك أفضلية العقل على المادة، وبينما كان ديفيد هيوم يُظهر المشاكل في رؤية لوك، لم يجد أي بدائل.
قدم داروين بديلا: التطور. بجانب تقديمه دليلا على السلف المشترك، قدم آلية لتفسيره: الانتخاب الطبيعي. طبقا لدينيت، فإن الانتخاب الطبيعي عملية غير عقلية ميكانيكية وحسابية. يقدم الفصل الثالث من فكرة داروين الخطيرة مفهوم «الرافعات». اقترح أن مقاومة الداروينية هو رغبة في طيور الغرانق والتي هي غير موجودة. طبقا لدينيت، يفسر الاختزاليون الجيدون التصميم الظاهري بدون كلّية، بينما يحاول الاختزاليون الطماعون أن يفسروها بدون الرافعات.
يبحث الفصل الخامس في شجرة الحياة من حيث كيف يمكن النظر إليها وإلى بعض الأحداث المحورية في تاريخ الحياة. يهتم الفصل التالي بالممكن والواقعي مستخدما «مكتبة مندل» (مكان كل الجينومات المحتملة) كمساعدة عقلية.
في آخر فصل في الجزء الأول يعامل دينيت الأدوات والثقافة البشرية كفرع من فضاء التصميم الموحد. يمكن الكشف عن التجانس والسلف المشترك من خلال الصفات المشتركة في التصميم والتي لا تظهر غالبا بشكل مستقل. إلا أنه هناك أيضا «حركات مجبرة» أو «خدع جيدة» والتي تُكتشف باستمرار سواء من خلال الانتخاب الطبيعي أو استقصاء الإنسان.

### الجزء الثاني: التفكير الدراويني في علم الأحياء

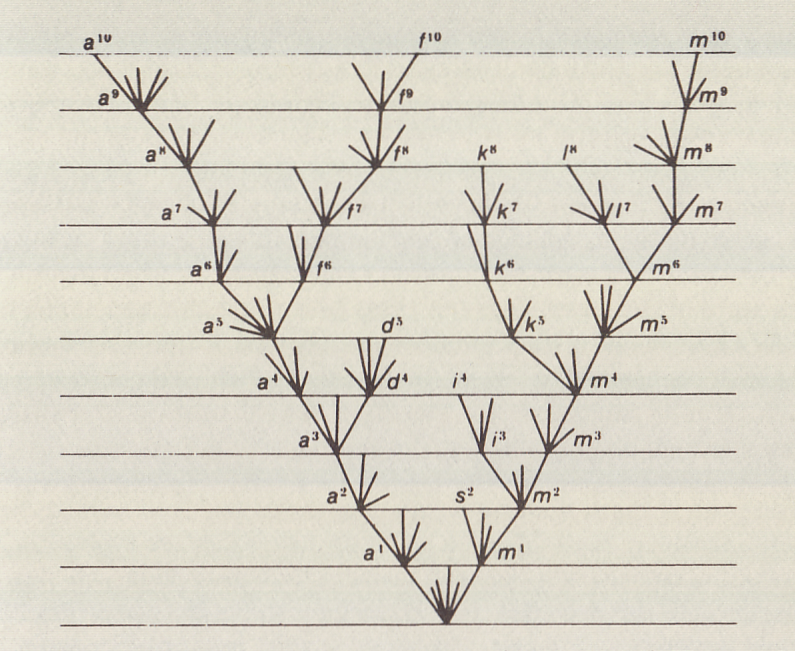
رسمة الشجرة في كتاب أصل الأنواع

يؤكد الفصل الأول من الجزء الثاني «التفكير الدارويني في علم الأحياء» على أن الحياة نشأت بدون كلّية (تفسير تعقيد التصميم في الكون بدون تفكيك الشيء إلى مكوناته وتقسيمه إلى طبقات)، وأن العالم النظامي الذي نعرفه هو نتيجة لخلط أعمى غير موجه عبر الفوضى.
تظهر رسالة الفصل الثامن في عنوانه «علم الأحياء هندسة». علم الأحياء هو دراسة التصميم والوظيفة والهيكل والعملية. إلا أن هناك بعض الاختلافات الهامة بين علم الأحياء والهندسة. بسبب علاقة الهندسة بمبدأ تحقيق الأمثلية، تحدث الفصل التالي عن الأقلمة والتي يصادق دينيت عليها، حيث اعتبر إنكار غولد وليوونتين لها وهما. يعتقد دينيت في الحقيقة أن الأقلمة هي أفضل الطرق لكشف الإعاقات.
الفصل العاشر بعنوان «التنمر من أجل البرونتوصور» هو نقد مستمر لستيفن جاي غولد الذي يعتقد دينيت أنه شوه رؤية التطور بكتاباته الشائعة، و«ثوراته المصبوغة بأسلوبه الخاص» ضد الأقلمة والتدرجية وأن كل الداروينية الأورثوذوكسية هي تحذيرات خاطئة. يرفض آخر فصل من الجزء الثاني الطفرات الموجهة وتوريث الصفات المكتسبة ونقطة أوميجا لتايلهارد، ويصرّ على أن بعض الأطروحات والقضايا المثيرة للجدل الأخرى (مثل وحدة الانتخاب والتبذر الشامل) ليس لها نتائج ملحّة على الداروينية الأورثوذوكسية.

### الجزء الثالث: العقل والمعنى والرياضيات والأخلاق
«العقل والمعنى والرياضيات والأخلاق» هو اسم الجزء الثالث والذي يبدأ باقتباس من نيتشه. يناقش الفصل الثاني عشر «رافعات الثقافات» التطور الثقافي. يؤكد الفصل على أهمية الدور الذي يلعبه الميم في فهمنا للثقافة، وأنه يسمح للبشر وحدهم بين الحيوانات بأن يتفوقوا على جيناتهم الأنانية. بعد ذلك يأتي فصل «خسارة عقولنا لصالح داروين» وهو فصل عن تطور العقل واللغة. انتقد دينيت مقاومة نعوم تشومسكي المحسوسة لتطور اللغة، ولتشكيلها من خلال الذكاء الاصطناعي والهندسة العكسية.
ناقش بعد ذلك تطور المعنى واستخدم دينيت عددا من التجارب الفكرية لإقناع القارئ بأن المعنى هو نتاج اللا معنى من خلال عملية حسابية.
يؤكد الفصل الخامس عشر على أن مبرهنات عدم الاكتمال لغودل لا تجعل بعض أنواع الذكاء الاصطناعي مستحيلة. مدّ دينيت نقده إلى روجر بينروز. انتقل الموضوع بعد ذلك إلى أصل وتطور الأخلاق بدءا من توماس هوبز (الذي اعتبره دينيت عالم أحياء اجتماعي) وفريدريك نيتشه.

## المفاهيم المحورية

### مكان التصميم
يعتقد دينيت أنه هناك فرق بسيط أو لا يوجد فرق مفهوميّ بين النتائج الطبيعية للتطور وآلات الثقافة والابتكار البشري. لهذا السبب يشير عن عمد إلى أن الفواكهة المعقدة لشجرة الحياة هي «مصممة» بحس ملئ بالمعاني، على الرغم من أنه لا يؤمن أن التطور قاده ذكاء أعلى.
يدعم دينيت فكرة الميم لفهم التطور الثقافي بصور أفضل. يعتقد أيضا أن الابتكار الإنساني قد يقود الآلية الداروينية. قاد ذلك دينيت إلى افتراض أن «المكان» عند وصف «التصميم» البيولوجي مرتبط بالمكان الذي يصف الثقافة والتقنية البشرية.
لم يقدم كتاب فكرة داروين الخطيرة تعريفا رياضيا دقيقا لمكان التصميم. يعترف دينيت بذلك كما يقرّ أنه يقدم فكرة فلسفية بدلا من تصور علمي.

### الانتخاب الطبيعي كلوغاريتم
يصف دينيت الانتخاب الطبيعي بأنه لوغاريتم محايد بدون عقل يتحرك خلال مكان التصميم.

## التقبل
مدح جون ماينارد سميث من نيويورك ريفيو أوف بوكس كتاب فكرة داروين الخطيرة قائلا:

من المبهج أن أقابل فيلسوفا يفهم الداروينية ويقبلها. لم يقف دينيت عند الأحياء، بل يرى الداروينية كحمض يسبب التآكل، قادر على تحليل معتقداتنا السابقة وإجبارنا على إعادة النظر في كثير من الفلسفة وعلم الاجتماع. على الرغم من بساطة كتابته، إلا أنه ليس كتابا بسيطا. يجادل دينيت أنه إذا فهمنا فكرة داروين الخطيرة، فعلينا أن نرفض أو نعدل كثيرا من حمولتنا العقلية الحالية...

في نفس المنشور، انتقد ستيفن غاي غولد فكرة داروين الخطيرة لكونه «مؤثر ولكنه أساء توجيه مانيفستو الداروينية» قائلا:
كرّس دانيل دينيت أطول فصل في فكرة داروين الخطيرة لسلخ كاريكاتور أفكاري، كل ذلك من أجل تقديم الدفاع عن الأصولية الداروينية. إذا أمكن معرفة حالة ما من بين اللطخات والاحتقار، فلا بد من أن توصف بأنها جهد من أجل ادعاء ما أمتلكه بفضل بعض المهارة الأدبية، في محاولة لمدح بعض الأفكار الثانوية غير الهامة في السياق «التطوري»، متحديا ما يعتبره الوصف الحقيقي للداروينية.
كان غولد أيضا منتقدا شديدا لفكرة دينيت عن «الحمض الكوني» في الانتخاب الطبيعي واعتناقه لفكرة الميم. أجاب دينيت وطُبع النقاش بين غولد ودينيت وروبيرت رايت في نيويورك ريفيو أوف بوكس.
كتب عالم الأحياء هـ. ألين أور رأيا نقديا للكتاب مؤكدا على نقاط شبيهة بما وردت في بوستن ريفيو.
أدى الكتاب إلى ردود فعل سلبية أيضا من جانب الخلقيين، حيث كتب فريدريك كروز أن فكرة داروين الخطيرة «تنافس كتاب صانع الساعات الأعمى لريتشارد دوكينز على أكثر النصوص المكروهة من جانب الخلقيين».